# Rodine (Žirovnica)
Rodine (Duits: Rodein) is een plaats in Slovenië en maakt deel uit van de gemeente Žirovnica in de NUTS-3-regio Gorenjska. De plaats telde 333 inwoners op 1 januari 2020.